# Cock Robin (album)
Albums de Cock Robin
After Here Through Midland
(1987)
Singles
1. When Your Heart Is Weak
Sortie : 1er mai 1985
2. The Promise You Made
Sortie : novembre 1985
3. Thought You Were on My Side
Sortie : mai 1986

Cock Robin est le premier album studio du groupe américain Cock Robin, sorti le 31 mars 1985. Il est produit par Steve Hillage.
L'album a atteint le top 10 des classements dans de nombreux pays européens, y compris en France, tout en figurant à la 61e place du Billboard 200 aux États-Unis. Il a été certifié double or en France et disque d'or en Allemagne ainsi qu'aux Pays-Bas. 
Les singles When Your Heart Is Weak, The Promise You Made et Thought You Were on My Side ont rencontré le plus de succès en Europe, notamment en France, en Allemagne, aux Pays-Bas et en Belgique. La chanson Once We Might Have Known est sortie en single aux États-Unis uniquement. 

## Liste des titres
Toutes les chansons sont écrites et composées par Peter Kingsbery.
| 1. | Thought You Were on My Side | 4:17 |
| 2. | When Your Heart Is Weak     | 4:40 |
| 3. | Just When You're Having Fun | 3:43 |
| 4. | The Promise You Made        | 3:55 |
| 5. | Because It Keeps on Working | 4:40 |

| 6. | Born with Teeth          | 4:15 |
| 7. | Once We Might Have Known | 5:10 |
| 8. | More Than Willing        | 4:29 |
| 9. | A Little Innocence       | 5:36 |

| 10. | When Your Heart Is Weak (Single Mix)                                              | 4:31 |
| 11. | Have You Any Sympathy? (face B de The Promise You Made)                           | 4:17 |
| 12. | Peace On Earth (face B de Thought You Were On My Side et When Your Heart Is Weak) | 2:55 |
| 13. | Once We Might Have Known (Remix)                                                  | 4:13 |

| 14. | When Your Heart Is Weak (Dance Mix)          | 6:34 |
| 15. | The Promise You Made (Extended Version)      | 6:39 |
| 16. | Thought You Were On My Side (Extended Remix) | 5:24 |
| 17. | When Your Heart Is Weak (Instrumental)       | 4:34 |

## Crédits
Cock Robin
- Peter Kingsbery – chant principal, claviers, guitare basse, programmation de synthétiseur
- Anna LaCazio – chant principal et synthétiseur de claviers Casio
- Louis Molino III – batterie, percussions et chœurs
- Clive Wright – guitares, Roland GR-300

Musiciens additionnels
- Paulinho da Costa – percussion
- Pat Mastelotto – percussion
- Arno Lucas – percussion
- Paul Fox – programmation de synthétiseur
- Steve Hillage – production, guitare rythmique (2, 14, 17)
- David Sanborn – solo de saxophone alto (14, 17)
- Jimmy Maelen – percussion (14, 17)
- Roy Martin – batteries Simmons (14, 17)

## Classements et certifications
| Classement (1985–87)                 | Meilleure position |
| ------------------------------------ | ------------------ |
| Allemagne de l'Ouest (Media Control) | 9                  |
| Canada (RPM Top Albums)              | 90                 |
| États-Unis (Billboard 200)           | 61                 |
| France (SNEP)                        | 7                  |
| Italie (Musica e dischi)             | 4                  |
| Pays-Bas (Mega Album Top 100)        | 2                  |
| Suède (Sverigetopplistan)            | 30                 |
| Suisse (Schweizer Hitparade)         | 11                 |

| Classement (1986)             | Position |
| ----------------------------- | -------- |
| Allemagne (Media Control)     | 22       |
| Italie (Musica e dischi)      | 23       |
| Pays-Bas (Mega Album Top 100) | 5        |

### Certifications
| Pays                                                                    | Certification | Ventes certifiées |
| ----------------------------------------------------------------------- | ------------- | ----------------- |
| Allemagne (BM)                                                          | Or            | 250 000^          |
| France (SNEP)                                                           | 2 × Or        | 200 000*          |
| Pays-Bas (NVPI)                                                         | Or            | 50 000^           |
| ^Mise en rayon selon la certification xNon précisé par la certification |               |                   |